# 電脳住宅
電脳住宅（でんのうじゅうたく）とは、1980年代後半から1990年代前半にかけてTRONプロジェクトで試作した一般住宅のこと。電脳とは、コンピュータ（Computer）の漢文訳。計算機というのは、カリキュレータ（Calculator）の漢文訳。コンピュータは、文字・計算などを同時に扱えるために、電脳の訳を当てた。
TRONプロジェクトリーダである、坂村健が著書「TRONを創る」で、M-TRONを提唱。それを実現するためには、試作が必要であるということで、住宅メーカとの共同プロジェクトで試作を行った住宅のこと。もしくは、住宅内の各所に埋め込まれた、制御用マイクロコンピュータ間の協調分散によって、住宅に居住する住人の希望にあわせた環境調整が行える近未来型の住宅のこと。
以下では、M-TRON型の住宅、オフィス施設、都市環境について言及する。

## TRON電脳住宅
TRON電脳住宅は研究プロジェクトとしては「坂村・電脳住宅研究会」によって1988年から1990年に行われ、空調・警報・照明・音響映像機器が協調して動作するホームオートメーションが題材だった。1985年に、TRONの思想を生活の場に実現しようということで、住宅機器メーカ、住宅建材メーカ、住宅メーカの18社が集まりTRON電脳住宅研究会が発足。各メーカで、住宅建材や機器類の開発を進め、1989年にコンセプト住宅の建設を始める。1989年12月には、東京都港区西麻布にて、TRON電脳住宅が竣工。関係者のみで、環境試験等の実験を実施。1990年4月に一部一般公開を始める。非常に関心を集め、延べ入場者が10000人に達する（1993年3月に実験終了。現在は無い）。実際に会員による入居実験を通して、居住性能などを調べたところ、おおむね高い評価が得られた。
近未来の住宅の在り様を模索した結果、M-TRONにあるような、各機器類に組み込み型マイクロプロセッサを搭載し、情報・セキュリティ・空調・照明などを自動管理することに成功。これによって、各住宅機器メーカでは、様々な商品が開発されることになった。
TRON電脳住宅では、1000個に達するマイクロプロセッサやセンサーが用いられているため、完全な形での協調分散システムとしての構築は、当時のマイクロプロセッサの性能では実現出来なかった（このため、一部公開となった。システム全体は、当時としてはかなり大型のスーパーミニコンクラスのコンピュータで制御）。
しかしながら、その後組み込み型マイクロプロセッサの高性能化（当時は、コアCPUは4ビット～8ビット。現在は、コアCPUは16ビットが主流。高性能組み込み型では、32ビットのものもある）やセンサー類の小型化、及び、ネットワーク接続（工業標準規格のネットワーク機能を搭載した組み込みマイクロプロセッサが増えた）が容易になったことで、今後、このような住宅の建設が行われると考えられている。
実際に、パナホームやトヨタホームなどでは、同様のコンセプトに基づいた住宅が提案されており、商品化に向けた実験研究として、かつまた、デモンストレーションとして注目を集めたプロジェクトだった。

## TRON電脳ビル
1980年代より、パーソナルコンピュータの普及がビジネスの現場で始まった。これに答えるかのようにして、電脳ビルを建設することを目的にして、1985年より坂村研究室と間組との間で始まった研究活動のこと。
現在では、インテリジェントビルとして知られる基本コンセプトを目標として始まり、ビル入居者および企業等の機関の社員が保有する、スーパーIDカード、及び一人1台のワークステーション環境等からなり、書類の自動管理や情報管理システムを提案した。
計算機利用によって、客観的に評価された行動や利用分析を行い、働く場として、働き生活を行う場としてのビルを建設しようという研究であった。現在は、別の形でインテリジェントビルが建設され、働くものを保護するためのシステムとして、安全・安心、快適な環境を提供するビルとしての環境を追求したインテリジェントビルが出現している（1990年代以降に建設された、高層インテリジェント型オフィスビル等）。
1990年現在は、以下に記述する電脳都市の構想実現に向けて研究が進められている。また、電脳都市と電脳都市を結ぶ交通網にも着目した、ITS型のトロン電脳交通網システムについても研究が行われている。

## TRON電脳都市
住宅、そしてビル、その先にあるのは、電脳都市。有機的な連携によって、どこでもコンピュータ（ユビキダスシステム）を実現することを目的として、千葉県の中央部にあたる市原市周辺の300ヘクタールの丘陵地に、電脳都市は構想された。
情報インフラストラクチャーやヒューマンインターフェイス、更には制度等まで含めたガイドラインの設計を目指している。多様な人々が集い、多様な生き方や価値観を持つ人々に対して、デジタルデバイドなどの問題を与えないためには、人に優しいコンピュータを実現しなければならない。
その目的のためには、住宅・ビル・そして公共空間に至る隅々に、ネットワークを張り巡らし、コンピュータがアクティブに情報を獲得し、利用者である人間は、コンピュータを意識させない、様々な道具に指示を与えることによって、様々な施設の活用や双方向コミュニケーションが可能になるという事を目指している。
1990年現在、まだ研究は続いており、これからの実現が期待されている。

## 付記
この章立ては、次のコンセプトによって書いたものである。TRON電脳住宅は1000個のマイクロプロセッサが組み込まれたシステムからなる、住宅システム。TRON電脳ビルは、10万個から100万個以上になるマイクロプロセッサが組み込まれた施設システム。そして、TRON電脳都市は、1億個から10億個以上になるマイクロプロセッサが組み込まれた環境システムという意味である。
様々な道具立てに、マイクロプロセッサは組み込まれている。コンピュータとして意識できるものもあれば、何気ない道具にも組み込まれている。それらのデータ転送仕様やデータベースシステムを統一することで、トロンシステムは成立する。それら個々の道具の実現は別にしても、データ転送システムやデータベースシステムを統一するだけでも、協調分散型のシステムは実現可能な事を証明しているのである。

## その後
1982年より「チバリーヒルズ」ことあすみが丘（千葉市緑区）の開発が開始、1985年には千葉外房有料道路の茂原区間が供用開始、1986年にはあすみが丘の分譲が開始されるなど、バブル時代は千葉県のこの地域の開発が盛んに進んでいたが、千葉TRON電脳都市が建設されるはずであった市原市金剛地地区の開発が開始される前にバブルが崩壊し、坂村とTRONを担ぎ上げてこの地区を開発しようとしていた竹中工務店を筆頭とするスポンサーはすべて撤退した。「千葉トロン電脳都市研究会」自体は1991年頃まで存在したらしい。
1991年、最先端技術発信拠点となるはずであった土気緑の森工業団地（千葉市緑区）が近隣地に分譲開始したが、企業の進出は伸び悩んだ。土気緑の森工業団地は、千葉市が継続して企業誘致を行っており、2017年に大木戸ICが開通、2021年に初のコンビニがオープンするなど、それでも多少の発展の兆しがあるが、分譲開始時は更地だった場所すら緑の森になりつつあるのをソーラーパネルを設置して抑えている状況である。「千葉TRON電脳都市」となるはずであった地区は、さらに辺鄙なところにあるということもあり、開発の兆しが全くなく、2023年現在も緑と田畑が広がっている。
TRON電脳ビルプロジェクトを主導した間組は、バブル崩壊後に巨大な不良債権を抱え、2003年に会社分割で不動産事業を分離するも苦しい状態が続き、2013年に安藤建設と合併して安藤・間となった。TRON電脳住宅プロジェクトを主導した日本ホームズ（竹中工務店の子会社）は2009年に解散した。
一方、坂村は電脳住宅プロジェクトを継続している。2019年より独立行政法人都市再生機構（UR）と東洋大学情報連携学部（INIAD）との連携のもと、「URにおけるIoT及びAI等活用研究会」の会長として「Open Smart UR」というプロジェクトを進めており、東京都北区のヌーヴェル赤羽台に2030年に完成する予定。